# إدواردو غونسالفيس دي أوليفيرا
إدواردو غونكالفيس دي أوليفيرا (بالبرتغالية: Eduardo Gonçalves de Oliveira‏) (مواليد 30 نوفمبر 1981 في ساو باولو - البرازيل) لاعب كرة قدم برازيلي يلعب حاليا لصالح نادي الدرجة الأولى شالكه الألماني منذ 2010 في مركز المهاجم .

## روابط خارجية
- إدواردو غونسالفيس دي أوليفيرا على موقع الاتحاد الدولي (مؤرشف)  (الإنجليزية)
- إدواردو غونسالفيس دي أوليفيرا على موقع اتحاد تركيا (لاعب) (الإنجليزية)
- إدواردو غونسالفيس دي أوليفيرا على موقع رابطة كرة القدم اليابانية للمحترفين (اليابانية)
- إدواردو غونسالفيس دي أوليفيرا على موقع دوري كوريا الجنوبية (الإنجليزية)
- إدواردو غونسالفيس دي أوليفيرا على موقع إي إس بي إن إف سي (الإنجليزية)
- إدواردو غونسالفيس دي أوليفيرا على موقع قاعدة بيانات كرة القدم.إي يو (الإنجليزية)
- إدواردو غونسالفيس دي أوليفيرا على موقع بيانات كرة القدم. دي إي (الألمانية)
- إدواردو غونسالفيس دي أوليفيرا على موقع Soccerbase.com (لاعب) (الإنجليزية)
- إدواردو غونسالفيس دي أوليفيرا على موقع Soccerway.com (الإنجليزية)
- إدواردو غونسالفيس دي أوليفيرا على موقع عالم كرة القدم.نت (الإنجليزية)